# Симон VIII Векер
Симон VIII (V) Векер фон Бич-Лихтенберг (на немски: Simon VIII Wecker zu Bitsch-Lichtenberg; Simon V Wecker; * 28 август 1505; † 28 октомври 1540) е граф на Цвайбрюкен-Бич и господар на Лихтенберг (1532 – 1540).

## Произход
Той е син на граф Райнхард фон Цвайбрюкен, господар на Бич-Лихтенберг († 2 март 1532) и съпругата му Анна фон Даун и Салм-Кирбург († 1541), дъщеря на Йохан VI, вилд- и Райнграф цу Даун и Кирбург (1470 – 1499) и Йохана фон Салм-Морс-Саарверден († 1513). Внук е на Симон VII (IV) Векер фон Цвайбрюкен-Бич (1446 -1499) и наследничката Елизабет фон Лихтенберг (1444 – 1495).
Брат е на Елизабет фон Цвайбрюкен (1504 – 1575), омъжена на 16 ноември 1523 г. за Йохан Лудвиг I фон Зулц, ландграф в Клетгау, господар на Вадуц († 1544/1547), Вилхелм (* 1507), каноник в Страсбург, граф Якоб фон Цвайбрюкен-Бич (1510 – 1570), женен на 13 април 1536 г. за графиня Катарина фон Хонщайн-Клетенберг († 1570), и на Йоана фон Цвайбрюкен (* 1517), омъжена на 6 декември 1532 г. за граф Конрад IV фон Тюбинген-Лихтенек († 1569).
Той умира на 28 октомври 1540 г. на 35 години и е погребан в Ингвайлер. Наследен е от брат му Якоб.

## Фамилия
Симон VIII (V) Векер се жени 1526 г. за Барбара фон Даун († 14 февруари 1547), дъщеря на Ханеман фон Даун-Оберщайн, господар на Оберщайн, Риксинген-Форбах († 1530), и графиня Кунигунда фон Цвайбрюкен-Бич-Оксенщайн († сл. 1515). Те имат само една дъщеря:
- Амалия фон Цвайбрюкен-Лихтенберг (* 1537; † 11 септември 1577), наследничка на Риксинген, омъжена на 22 ноември 1551 г. в Хайделберг за граф Филип I фон Лайнинген-Вестербург (* 10 ноември 1527; † 17 септември 1597)

Вдовицата му Барбара фон Даун се омъжва втори път на 31 декември 1542 г. за граф Йохан Якоб I фон Еберщайн-Фрауенберг-Риксинген-Оберщайн (1517 – 1574).